# 10589 Giusimicela
10589 Giusimicela este o planetă minoră (asteroid), cu un diametru de 4,334 km, din centura de asteroizi. A fost descoperită pe 23 iulie 1996 la  de Andrea Boattini⁠(d). 
Obiectul prezintă o orbită caracterizată de o semiaxă mare de 2,7386884 UAi, o excentricitate de 0,22, o înclinație de 7,95685 ° în raport cu ecliptica.